# Mariam Toloba
Mariam Abdulai Toloba (Gand, 20 settembre 1999) è una calciatrice ed ex giocatrice di calcio a 5 belga, attaccante del Nantes e della nazionale belga.

## Biografia
Nata a Gand da padre ghanese e madre belga, è l'unica figlia femmina di quattro figli.

## Carriera

### Calcio a 11

#### Club
Inizia a giocare a calcio all'età di quattro anni, arrivando a giocare nelle giovanili dello Sparta Petegem, per poi passare al Gent all'età di tredici anni. Per un paio di stagioni gioca nelle giovanili e nella seconda squadra della squadra di Gand. Nel 2015 passa in prima squadra e, all'età di 15 anni, debutta nella neonata massima serie belga.
Gioca con le maglia delle azzurre per quattro stagioni consecutive, vincendo per due volte la Coppa del Belgio: nel 2017 contro l'Anderlecht
e nel 2019 contro lo Standard Liegi.
Nell'estate 2019 si trasferisce alle campionesse in carica dell'Anderlecht. Alla prima stagione con i bianco-malva vince il campionato belga e debutta anche in Women's Champions League, realizzando la sua prima rete nella vittoria contro le norvegesi del LSK Kvinner.
Vince il campionato anche nelle successive due stagioni, ricoprendo un ruolo importante. Tuttavia, durante la stagione 2022-2023, nonostante la vittoria del quarto campionato consecutivo, Toloba perde il proprio posto  nell'undici titolare, partendo spesso dalla panchina.
Proprio per questa ragione nel 2023 passa allo Standard Liegi.
Per le biancorosse gioca per due stagioni: nel corso della prima gioca 24 partite contribuendo alla lotta per il titolo contro l'Anderlecht, persa di due punti; mentre la stagione successiva, sempre contro l'Anderlecht, vince un'altra coppa nazionale, contribuendo con un gol in finale.
Alla fine della stagione 2024-2025 vince il premio di calciatrice dell'anno e contestualmente annuncia il suo addio al Liegi al termine del contratto.
L'11 giugno 2025 viene annunciato il suo acquisto da parte delle francesi del Nantes.

#### Nazionale
Nonostante la possibilità di rappresentare il Ghana, decide di accettare la convocazione del Belgio, debuttando per le sue selezioni giovanili e giocando tre partite con la selezione under 16, quindici con l'under 17 e sedici con l'under 19, scendendo in campo nelle partite di qualificazione alle fasi finali dei campionati europei di categoria.
Durante questo periodo, più precisamente nel luglio 2015, viene nominata dalla UEFA nella lista dei gol dell'anno per la stagione 2014-2015, unica donna tra i dieci candidati, per la rete realizzata nella vittoria per 5-0 sul Galles nel corso delle qualificazioni al campionato europeo under 17 di Islanda 2015.
Nel 2024 viene convocata per la prima volta in nazionale maggiore, debuttando il 12 luglio contro la Danimarca, gara persa 3-0 nella quale subentra a Laura Deloose.
Segna invece la prima rete il 3 dicembre dello stesso anno, decidendo la gara contro l'Ucraina (vittoria 2-1).
Nel giugno 2025 viene inserita dalla selezionatrice Elísabet Gunnarsdóttir nella lista delle 23 giocatrici convocate per il campionato europeo 2025.

### Calcio a 5
Contemporaneamente alla sua attività di calciatrice tra il 2019 e il 2024 gioca anche a calcio a 5.
A livello di selezioni, nel 2019 fa parte della nazionale di calcio a 5 belga in occasione del turno preliminare della UEFA Women's Futsal Championship, in cui gioca e segna in tutte e tre le partite del girone, concluso con l'eliminazione del Belgio dal torneo. Fa poi ritorno in nazionale per un breve periodo nel dicembre 2023, giocando due gare contro l'Irlanda del Nord concluse rispettivamente con due vittorie per 7-2 e 5-1. In occasione delle stesse gare Toloba mette a segno cinque reti: una quaterna nella prima e un'ultima rete nella seconda.
A livello di club, nell'aprile 2020 assume il ruolo di assistente allenatore del Futsal Besiktas Gent, affiancando l'allenatore Andy Van de Geuchte; mentre nel 2024, stavolta come calciatrice, aiuta il club a trionfare al Mondiale di Nantes.

## Statistiche

### Presenze e reti nei club
Statistiche aggiornate al 3 luglio 2025.
| Stagione              | Squadra               | Campionato            | Campionato | Campionato | Coppe nazionali | Coppe nazionali | Coppe nazionali | Coppe internazionali | Coppe internazionali | Coppe internazionali | Altre coppe | Altre coppe | Altre coppe | Totale | Totale |
| Stagione              | Squadra               | Comp                  | Pres       | Reti       | Comp            | Pres            | Reti            | Comp                 | Pres                 | Reti                 | Comp        | Pres        | Reti        | Pres   | Reti   |
| --------------------- | --------------------- | --------------------- | ---------- | ---------- | --------------- | --------------- | --------------- | -------------------- | -------------------- | -------------------- | ----------- | ----------- | ----------- | ------ | ------ |
| 2015-2016             | Gent                  | SL                    | ?          | ?          | CB              | ?               | ?               | -                    | -                    | -                    | -           | -           | -           | ?      | ?      |
| 2016-2017             | Gent                  | SL                    | ?          | ?          | CB              | 1+              | +               | -                    | -                    | -                    | -           | -           | -           | 1+     | 1+     |
| 2017-2018             | Gent                  | SL                    | ?          | ?          | CB              | ?               | ?               | -                    | -                    | -                    | -           | -           | -           | ?      | ?      |
| 2018-2019             | Gent                  | SL                    | ?          | ?          | CB              | 1+              | 1+              | -                    | -                    | -                    | -           | -           | -           | 1+     | 1+     |
| Totale Gent           | Totale Gent           | Totale Gent           | ?          | ?          |                 | 2+              | 2+              |                      | -                    | -                    |             | -           | -           | 2+     | 2+     |
| 2019-2020             | Anderlecht            | SL                    | 15         | 2          | CB              | ?               | ?               | UWCL                 | 5                    | 1                    | -           | -           | -           | 20+    | 2+     |
| 2020-2021             | Anderlecht            | SL                    | 21         | 8          | CB              | ?               | ?               | UWCL                 | 2                    | 0                    | -           | -           | -           | 23+    | 8+     |
| 2021-2022             | Anderlecht            | SL                    | 24         | 1          | CB              | 1+              | 1+              | UWCL                 | 2                    | 0                    | -           | -           | -           | 27+    | 2+     |
| 2022-2023             | Anderlecht            | SL                    | 27         | 5          | CB              | ?               | ?               | UWCL                 | 1                    | 0                    | -           | -           | -           | 28+    | 5+     |
| Totale Anderlecht     | Totale Anderlecht     | Totale Anderlecht     | 87         | 16         |                 | 1+              | 1+              |                      | 10                   | 1                    |             | -           | -           | 98+    | 18+    |
| 2023-2024             | Standard Liegi        | SL                    | 25         | 10         | CB              | ?               | ?               | -                    | -                    | -                    | -           | -           | -           | 25+    | 10+    |
| 2024-2025             | Standard Liegi        | SL                    | 26         | 14         | CB              | 4               | 2               | -                    | -                    | -                    | -           | -           | -           | 30     | 16     |
| Totale Standard Liegi | Totale Standard Liegi | Totale Standard Liegi | 51+        | 24+        |                 | 4+              | 2+              |                      | -                    | -                    |             | -           | -           | 55+    | 26+    |
| 2025-2026             | Nantes                | PL                    | 0          | 0          | CF+CdL          | 0+0             | 0+0             | -                    | -                    | -                    | -           | -           | -           | 0      | 0      |
| Totale carriera       | Totale carriera       | Totale carriera       | 138+       | 40+        |                 | 7+              | 5+              |                      | 10                   | 1                    |             | -           | -           | 155+   | 46+    |

### Cronologia presenze e reti in nazionale
| Cronologia completa delle presenze e delle reti in nazionale ― Belgio | Cronologia completa delle presenze e delle reti in nazionale ― Belgio | Cronologia completa delle presenze e delle reti in nazionale ― Belgio | Cronologia completa delle presenze e delle reti in nazionale ― Belgio | Cronologia completa delle presenze e delle reti in nazionale ― Belgio | Cronologia completa delle presenze e delle reti in nazionale ― Belgio | Cronologia completa delle presenze e delle reti in nazionale ― Belgio | Cronologia completa delle presenze e delle reti in nazionale ― Belgio |
| Data                                                                  | Città                                                                 | In casa                                                               | Risultato                                                             | Ospiti                                                                | Competizione                                                          | Reti                                                                  | Note                                                                  |
| --------------------------------------------------------------------- | --------------------------------------------------------------------- | --------------------------------------------------------------------- | --------------------------------------------------------------------- | --------------------------------------------------------------------- | --------------------------------------------------------------------- | --------------------------------------------------------------------- | --------------------------------------------------------------------- |
| 12-7-2024                                                             | Sint-Truiden                                                          | Belgio                                                                | 0 – 3                                                                 | Danimarca                                                             | Qual. Euro 2025                                                       | -                                                                     | 85’                                                                   |
| 29-10-2024                                                            | Lovanio                                                               | Belgio                                                                | 5 – 0                                                                 | Grecia                                                                | Qual. Euro 2025                                                       | -                                                                     | 73’                                                                   |
| 3-12-2024                                                             | Heverlee                                                              | Belgio                                                                | 2 – 1                                                                 | Ucraina                                                               | Qual. Euro 2025                                                       | 1                                                                     | 67’                                                                   |
| 21-2-2025                                                             | Valencia                                                              | Spagna                                                                | 3 – 2                                                                 | Belgio                                                                | UEFA Women's Nations League 2025 - 1º turno                           | 1                                                                     | 79’                                                                   |
| 26-2-2025                                                             | Lovanio                                                               | Belgio                                                                | 0 – 1                                                                 | Portogallo                                                            | UEFA Women's Nations League 2025 - 1º turno                           | -                                                                     | 84’                                                                   |
| 4-4-2025                                                              | Bristol                                                               | Inghilterra                                                           | 5 – 0                                                                 | Belgio                                                                | UEFA Women's Nations League 2025 - 1º turno                           | -                                                                     | 62’                                                                   |
| 30-5-2025                                                             | Heverlee                                                              | Belgio                                                                | 1 – 5                                                                 | Spagna                                                                | UEFA Women's Nations League 2025 - 1º turno                           | -                                                                     | 58’                                                                   |
| 3-6-2025                                                              | Funchal                                                               | Portogallo                                                            | 0 – 3                                                                 | Belgio                                                                | UEFA Women's Nations League 2025 - 1º turno                           | -                                                                     | 89’                                                                   |
| 20-6-2025                                                             | Valenciennes                                                          | Francia                                                               | 5 – 0                                                                 | Belgio                                                                | Amichevole                                                            | -                                                                     | 58’                                                                   |
| 26-06-2025                                                            | Molenbeek-Saint-Jean                                                  | Belgio                                                                | 2 – 0                                                                 | Grecia                                                                | Amichevole                                                            | -                                                                     | 78’                                                                   |
| 03-07-2025                                                            | Sion                                                                  | Belgio                                                                | 0 – 1                                                                 | Italia                                                                | Euro 2025 - 1º turno                                                  | -                                                                     | 66’                                                                   |
| 07-07-2025                                                            | Thun                                                                  | Spagna                                                                | 6 – 2                                                                 | Belgio                                                                | Euro 2025 - 1º turno                                                  | -                                                                     | 79’                                                                   |
| 11-07-2025                                                            | Sion                                                                  | Portogallo                                                            | 1 – 2                                                                 | Belgio                                                                | Euro 2025 - 1º turno                                                  | -                                                                     |                                                                       |
| Totale                                                                |                                                                       | Presenze                                                              | 13                                                                    |                                                                       | Reti                                                                  | 2                                                                     |                                                                       |

## Palmarès

### Club
- Campionato belga: 4

Anderlecht: 2019-2020, 2020-2021, 2021-2022, 2022-2023
- Coppa del Belgio: 4

Gent: 2016-2017, 2018-2019
Anderlecht: 2021-2022
Standard Liegi: 2024-2025

### Individuale
- Calciatrice belga dell'anno: 1

2025